# Paul Clairmont
Paul Clairmont (* 10. Januar 1875 in Wien; † 1. Januar 1942 in Saint-Prex) war ein österreichischer Chirurg und Hochschullehrer in Wien und Zürich.

## Leben und Werk

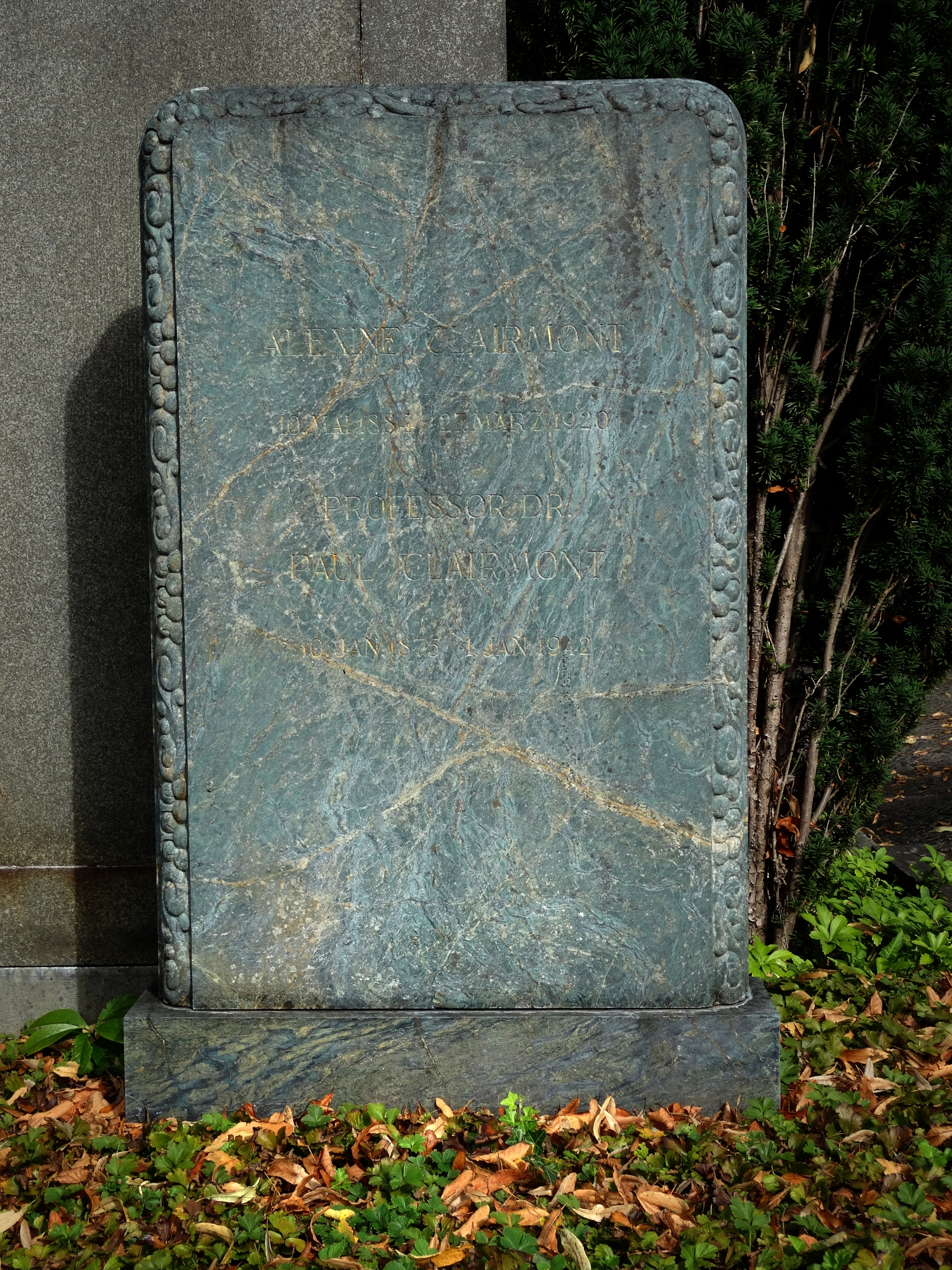
Grab, Friedhof Enzenbühl in Zürich.

Paul Clairmont wurde als Sohn eines Güterschätzmeisters geboren. Er studierte an der Universität Wien Medizin und schloss sich 1894 dem Corps Symposion an. 1898 zum Dr. med. promoviert, wurde er Assistent am Serologisch-therapeutischen Institut. Seine chirurgische Ausbildung begann er 1900 als Volontärarzt bei Anton Eiselsberg in Königsberg i. Pr., mit dem er 1903 als Erster Assistent nach Wien ging. 1908 habilitierte er sich. 1911 wurde er Titularprofessor. Seit 1912 Primararzt der 2. Chirurgischen Abteilung am Wiener Rudolf-Spital, nahm er an den Balkankriegen teil.
1918 wurde er Nachfolger von Ferdinand Sauerbruch auf dem Lehrstuhl für Chirurgie an der Universität Zürich. 1941 wurde er emeritiert, sein Nachfolger wurde Alfred Brunner. Er war laut Heinrich Buess „ein hinreißender Lehrer, dem in Zürich wertvolle Neuerungen des praktischen Unterrichts zu verdanken sind“. Wissenschaftlich widmete er sich vor allem der Bauchchirurgie, der Transfusionsmedizin, der Tuberkulose und der Röntgendiagnostik.
Clairmont schätzte die Erziehung junger Ärzte, Krankenschwestern und Pfleger genauso hoch ein wie die operative und wissenschaftliche Arbeit. Er lehrte persönlich in der Ausbildung von Berufspflegerinnen. Er wurde in den Vorstand des Schwesternhauses vom Schweizerischen Roten Kreuz gewählt.
1921 heiratete er Emmy Koller (1893–1986), die Tochter des Augenarztes und Schöpfer der Lokalanästhesie am Auge, Carl Koller. Die beiden hatten zwei Kinder. Ihr Sohn Christoph W. Clairmont machte als klassischer Archäologe Karriere. Paul Clairmont fand auf dem Friedhof Enzenbühl seine letzte Ruhestätte neben seiner ersten Frau Alexine (1884–1920).

## Auszeichnungen
Auswahl der Dekorationen, sortiert nach den Angaben des Hof- und Staatshandbuches der Österreichisch-Ungarischen Monarchie von 1918.
- Offizierskreuz des Franz-Joseph-Ordens mit der Kriegsdekoration
- Ritter III. Klasse des Ordens der Eisernen Krone
- Offiziersehrenzeichen mit der Kriegsdekoration für Verdienste um das Rote Kreuz[4]

## Schriften (Auswahl)
- Verletzungen und Samariterhilfe. Zürich 1933; 4. Auflage 1944.
- Die Chirurgie der Tuberkulose. Berlin 1931.
- Die Bekämpfung des Blutverlustes durch Transfusion und Gefäßfüllung. Leipzig 1928.
- Lehrbuch der Röntgendiagnostik mit besonderer Berücksichtigung der Chirurgie. Leipzig 1928.
- Über die Exstirpation des Kardiakarzinoms. In: Archiv für Klinische Chirurgie. Band 140, 1926, S. 343 ff.